# Христо Митов (революционер)
Вижте пояснителната страница за други личности с името Христо Даскалов.
Христо Митов Даскало (на гръцки: Χρήστος Δ. Διδασκάλου, Христос Дидаскалу) е гръцки революционер, деец на гръцката въоръжена пропаганда в Македония от края на XIX и началото на XX век.

## Биография
Христо Даскалов е роден в Енидже Вардар (Па̀зар), тогава в Османската империя, днес Яница, Гърция, негов брат е лекарят Георги Митов Даскалов. Участва в ръководството на Ениджевардарската гръцка община между 1902 и 1906 година. Включва се в борбата с ВМОРО и става четник в чета, действаща в района на Ениджевардарското езеро. По-късно с отец Димитър Икономов и Антон Касапов основават Гръцки комитет в Енидже Вардар, на който Даскалов е касиер. След убийството на Касапов оглавява комитета. Участва в редица сражения с български чети. Убит е от българи при Гюпчево в 1907 година. Според друга версия, Христо Митов Даскало е убит скоро след Младотурската революция от юли 1908 година в резултат на спречкване на бивши четници на Апостол Петков с гъркомани на една обща сватба в селото и в отговор на убития Гоце Калайджията по вина на гръцките андарти. Друг гъркоманин, Андон Липида, е тежко ранен.